# Stenohelia minima
Stenohelia minima is een hydroïdpoliep uit de familie Stylasteridae. De poliep komt uit het geslacht Stenohelia. Stenohelia minima werd in 1905 voor het eerst wetenschappelijk beschreven door Hickson & England. 